# Tapinoma erraticum
Tapinoma erraticum este o specie de furnică dolichoderine descrisă pentru prima dată în 1789 de  Latreille.
Această specie trăiește în întreaga Europă Centrală de la munții din sud Italia la nord Germania. Ea este prezentă în zonele de coastă din sudul Angliei și pe insulele Gotland și Öland în Suedia.
O specie termofilă, T. erraticum se găsește în principal pe uscat în câmpiile aride, expuse la soare. Muncitorii sunt foarte agili și sunt de obicei văzuți doar atunci când soarele strălucește, iar specia poate fi ușor distinsă de speciile similare superficial (de exemplu, Lasius niger) prin tendința sa de a-și ține gașca aproape vertical atunci când se deplasează. Horace Donisthorpe a comentat: „Când soarele este ascuns aceste furnici dispar imediat, iar în zilele reci și înnorate foarte puține exemplare vor fi găsite departe de cuib.”
Coloniile sunt de obicei mici, deși apar ocazional și colonii mai mari. Donisthorpe înregistrează că a găsit o colonie deosebit de mare în Weybridge la 29 iulie 1913, în care „femelele și lucrătorii din acest cuib își pierduseră aripile fiind cele mai mari pe care le-am văzut vreodată”.
Coloniile sunt poligyne și au fost înregistrate unele care conțineau până la 40 de femele neînaripate. Cuiburile sunt superficiale și mici adesea sub formă de solare, caracteristică în structura cuibului necesară pentru a concentra căldura solară asupra puietului furnicilor.
Zborul nupțial are loc în iunie, deși acestea pot fi amânate în timpul anilor mai reci până în iulie.